# Merenius proximus
Merenius proximus là một loài nhện trong họ Corinnidae.
Loài này thuộc chi Merenius. Merenius proximus được Roger de Lessert miêu tả năm 1929.